# Ruta Estatal de California 118
La Ruta Estatal de California 118, y abreviada SR 118 (en inglés: California State Route 118) es una carretera estatal estadounidense ubicada en el estado de California. La carretera inicia en el Oeste desde la SR 126     en Ventura hacia el Este en la I 210     cerca de San Fernando. La carretera tiene una longitud de 76,6 km (47.605 mi).

## Mantenimiento
Al igual que las autopistas interestatales, y las rutas federales y el resto de carreteras estatales, la Ruta Estatal de California 118 es administrada y mantenida por el Departamento de Transporte de California por sus siglas en inglés Caltrans.

## Cruces
La Ruta Estatal de California 118 es atravesada principalmente por la  SR 23  en Moorpark
 SR 27  en Chatsworth
 I 405  en North Hills
 I 5  cerca de San Fernando.